# Lijst van afleveringen van Happy Tree Friends
Dit is een lijst van afleveringen van Happy Tree Friends.

## Lijst met normale afleveringen
De normale afleveringen zijn ongeveer één tot vijf minuten lang.

### Seizoen 1
1. Spin Fun Knowin' Ya - Lumpy draait een draaimolen met Cuddles, Giggles en Toothy. Een voor een laten ze los en vliegen ze naar een zekere dood.
2. House Warming - Handy bouwt een huis voor Petunia dat vervolgens in brand vliegt.
3. Helping Helps - Splendid redt Giggles van een tsunami maar vliegt tegen een boom op waardoor ze wordt onthoofd.
4. Crazy Antics - Sniffles steekt zijn tong in een mierenhol maar wordt na vele martelingen in brand gestoken.
5. Havin' a Ball - Pop haalt een bal voor Cub maar valt in een helikopter die vervolgens neerstort op Cub.
6. Water You Wading For? - Cuddles springt in het water en wil dat Flaky achter hem aan komt. Maar zwemmen is verboden, en Cuddles wordt aangevallen door piranha's, zeehonden, krokodillen en walvissen.
7. Nuttin' Wrong with Candy - Nutty wil een reep uit een automaat kopen, maar dit blijkt moeilijker dan verwacht.
8. Wheelin' and Dealin' - Lifty en Shifty doen mee aan de race, maar zijn de onderdelen vergeten, die ze vervolgens stelen van Lumpy en Handy.
9. Pitchin' Impossible - The Mole wil ballen gooien, en doodt daardoor Petunia en Lumpy
10. Stayin' Alive - Disco Bear wil indruk maken op Petunia en Giggles, maar dat gaat fout.
11. Treasure Those Idol Moments - Een vervloekt beeldje zorgt voor de dood van Toothy, Sniffles, Cub, Flaky en Lumpy.
12. Chip Off the Ol' Block - Pop redt Cub van een grasmaaier, maar zet hem regelrecht in de vuurlinie.
13. Nuttin' But the Tooth - Nutty heeft tandpijn en laat zijn tanden verzorgen door Toothy.
14. Hide and Seek - Flippy speelt verstoppertje met Petunia, Toothy en Flaky. Het geluid van een timmerende specht doet hem echter denken aan een gevechtshelikopter, waardoor hij iedereen vermoordt.
15. Whose Line Is It Anyway? - Russel is aan het vissen maar de vis slaat terug.
16. Boo Do You Think You Are? (halloween special) - Sniffles, Giggles en Flaky nemen een ritje door een iets te serieus spookhuis.
17. Mime and Mime Again - Toothy ligt in het ziekenhuis en Mime maakt hem aan het lachen.
18. You're Baking Me Crazy - Giggles ontmoet Lumpy die zich aan het aankleden is. Al snel gaat alles mis.
19. Tongue Twister Trouble - Sniffles wil weer mieren eten, maar die komen met hun geheime wapen: een kat.
20. Meat Me For Lunch - Lifty en Shifty willen vlees van Lumpy stelen, maar eindigen in de gehaktmolen.
21. Sweet Ride - Nutty volgt Cuddles om zijn ijsje te stelen, maar beiden sterven in de achtervolging.
22. It's a Snap - Lumpy zit vast tussen de muizenvallen en Splendid komt hem redden.
23. Off the Hook - Russell komt met zijn oog vast te zitten aan de vishaak van Lumpy.
24. Spare Me - Sniffles, Handy en The Mole zijn aan het bowlen, maar het wil niet lukken.
25. Snow What? That's What! - Giggles redt Cro-Marmot van een zekere dood, maar daarvoor sterven Petunia, Lumpy en zij zelf.
26. This Is Your Knife - Flippy wordt agressief van het kampvuur van Giggles, Cuddles en Flaky en vermoordt ze.
27 / 28. Happy Trails (dubbele aflevering) - De Happy Tree Friends bus (met Lumpy aan het stuur) crasht op een onbewoond eiland, en de overlevenden proberen met rubberboten en raketten er vanaf te komen.

### Seizoen 2
29. Eye Candy - Toothy eet een lolly maar struikelt en zijn snoepje komt in zijn oog terecht.
30. Rink Hijinks - Disco Bear duwt Flaky weg op de ijsbaan, en ervaart de consequenties daarvan.
31. Flippin' Burgers - Flippy wordt agressief van de ketchup in Petunia's hamburgerrestaurant.
32. Get Whale Soon - Russell en Lumpy worden opgegeten door een walvis.
33. Snip Snip Hooray! - Pop wil Cub's haar knippen, maar dat gaat mis.
34. Eyes Cold Lemonade - Giggles en Petunia verkopen limonade achter een gammel kraampje.
35. Milkin' It - Nadat Lifty en Shifty Lumpy's koe hebben gestolen moeten ze die melken om niet tegen de hoogspanningskabel te komen.
36. Out of Sight, Out of Mime (Halloween special) - Mime wordt per ongeluk onthoofd door Lumpy en wordt door The Mole bewerkt als een pompoen.
37. Class Act (Kerstmis special) - Toothy voert een kerststuk op en wordt gedwongen om door te gaan door Lumpy, zelfs als er van alles mis gaat.
38. The Way You Make Me Wheel - Lumpy schiet uit de bocht en scheert een gat in zijn keel. Handy probeert hem te helpen, maar sterft uiteindelijk.
39. Better Off Bread - Splendid "redt" verscheidene Happy Tree Friends, maar zijn brood bakt aan.
40. I Get a Trick Out of You - Lumpy de goochelaar doet een truc met een vrijwilliger (Cuddles), maar die mislukt.
41. Shard at Work - Handy wil een gloeilamp verwisselen zonder handen.
42. Water Way to Go - Pop en Cub gaan naar het strand, maar Cub verdrinkt als die is ingegraven in het zand.
43. Out on a Limb - Lumpy hakt een boom om, en die valt op zijn been, waarna hij die moet afhakken.
44. Keepin' it Reel - Flippy gaat naar een Buddhist Monkey film en wordt er agressief van.
45. A Hard Act to Swallow - Sniffles eet een mier, maar zijn familie doet alles om hem terug te krijgen.
46. Let it Slide - Lumpy, Cuddles en Flaky nemen de wildwaterbaan.
47. Icy You - Nutty steelt slush van Lumpy's snoepwinkel maar wordt zo dik dat hij ontploft.
48. Hello Dolly! - Het vervloekte beeldje zorgt voor de dood van Cub, Disco Bear en Petunia.
49. Remains to be Seen (halloween special) - De Happy Tree Friends veranderen in zombies die Lumpy op willen eten.
50. Stealing the Spotlight (Kerstmis special) - Lumpy strijdt met Pop en Cub om de mooiste kerstverlichting.
51. Ski Ya, Wouldn't Wanna Be Ya - Flaky neemt per ongeluk de gevaarlijkste piste.
52. Blind Date - The Mole heeft een blind date met Giggles maar komt uit bij Lumpy.
53. Suck It Up! - Sniffles is ziek en wil een mier om op te eten. Maar dat gaat niet door.
54 / 55. From A to Zoo (dubbele aflevering) - Lumpy gaat naar de dierentuin met Cuddles, Toothy, Flaky, Sniffles en Petunia. Alles loopt echter vreselijk uit de hand.

### Seizoen 3
56. Read Em and Weep (halloween special) - Pop koopt een betoverd boek voor Cub, en dat verandert hem in een demoon, waarna Pop de exorcist Lumpy moet bellen.
57. Can't Stop Coffin (halloween special) - Cuddles komt per ongeluk in een grafkist terecht.
58. We're Scrooged! (Kerstmis special) - Lumpy verdient geld met Toothy's organen.
59/60. A Sucker For Love (dubbele aflevering) (valentijnsdag special) - Nutty wordt verliefd op een doos chocolade, maar de snoepwinkel is dicht.
61. Just Desert - Lumpy komt per ongeluk in de woestijn terecht, waar hij ten prooi valt aan gieren en fata morgana's
62. Peas in a Pod - Lumpy plant een buitenaardse erwt, die hem meerdere malen kloont.
63. Wrath of Con (met in de hoofdrol Sniffles en Splendid)
64. All Flocked Up (met in de hoofdrol Lumpy)
65. Something Fishy (met in de hoofdrol Russell. Met Giggles, Petunia, Mime, Flaky, en Sniffles)
66. Without a Hitch (met in de hoofdrol Flaky en Flippy)
67. Swelter Skelter (met in de hoofdrol Lifty en Shifty. Met Nutty, Cro-Marmot, Giggles, en Petunia)
68. I Nub You (met in de hoofdrol Petunia en Handy)
69. A Bit of a Pickle (met in de hoofdrol Lammy en Mr. Pickles. Met Flaky, Cuddles, Petunia, Lumpy, en Handy)
70. See You Later, Elevator (met in de hoofdrol Lumpy. Met Mime, Toothy, Giggles, Cuddles, en Sniffles)
71. Clause for Concern (met in de hoofdrol Pop en Cub)
72. The Chokes on You (met in de hoofdrol The Mole en Lumpy)
73. Royal Flush (met in de hoofdrol Lammy en Mr. Pickles. Met Flaky, Petunia, en Giggles)
74. Brake the Cycle (met in de hoofdrol Toothy. Met Lumpy)
75. Random Acts of Silence (met in de hoofdrol Flippy. Met Nutty, Sniffles, en Mime)
76. Breaking Wind (met in de hoofdrol Splendid. Met Cuddles, Giggles, Flaky, en Toothy)
77. All In Vein (met in de hoofdrol Lumpy. Met Giggles, The Mole, en Toothy)
78. Bottled Up Inside (met in de hoofdrol Russell. Met Pop en Cub)
79. No Time Like the Present (met in de hoofdrol Handy. Met Lumpy en The Mole)
80. By The Seat of Your Pants (met in de hoofdrol Flippy en Lumpy)

### Seizoen 4
81. You're Kraken Me Up (met in de hoofdrol Lumpy. Met Giggles, Petunia, Pop, en Cub)
82. All Work and No Play (met in de hoofdrol Lumpy. Met Lammy, Nutty, en Sniffles)
83. Buns of Steal (met in de hoofdrol Lifty en Shifty. Met The Mole, Cuddles, Giggles, en Sniffles)
84. Pet Peeve (met in de hoofdrol Sniffles. Met Lumpy, The Mole, en Handy)
85. A Vicious Cycle (met in de hoofdrol Pop, Cub, Fliqpy, Lumpy, en Disco Bear)
86. Put Your Back Into It (met in de hoofdrol Disco Bear. Met Russell, Giggles, en Petunia)
87. Spare Tire (met in de hoofdrol The Mole. Met Giggles, Pop, Cub, Toothy, en Lammy)
88. Camp Pokeneyeout (met in de hoofdrol Cuddles. Met Nutty, Sniffles, Toothy, en Lumpy)
89. Dream Job (met in de hoofdrol Sniffles. Met Lumpy)

### Seizoen 5
90. Going Out With a Bang (met in de hoofdrol Nutty. Met Cuddles, Toothy, Pop, Cub, en Flaky)
91. A Handy Nanny (met in de hoofdrol Handy. Met Pop en Cub)
92. An Inconvenient Tooth (met in de hoofdrol Toothy. Met Lumpy)
93. Just Be Claus (met in de hoofdrol Splendid. Met Lumpy, Petunia, Mime, en Cuddles)
94. In Over Your Hedge (met in de hoofdrol Flippy en Lumpy)

## Lijst met televisieafleveringen
De afleveringen uit de televisieserie bestaan ieder uit drie delen. Elk deel heeft een afzonderlijke verhaallijn en duurt iets korter dan zeven minuten. De televisieserie is voor het eerst uitgezonden in de Verenigde Staten op G4. Ze worden een voor een op de officiële website gezet.
1. The Wrong Side of the Tracks/ From Hero to Eternity / And the Kitchen Sink
2. Party Animal/ Ipso Fatso/ Don't Yank My Chain
3. Doggone It!/Concrete Solution/Sea What I Found
4. Every Litter Bit Hurts/As You Wish/Take a Hike
5. Snow Place To Go/Dunce Upon a Time/ Gem's The Break
6. Easy For You To Sleigh/Wishy Washy/ Who's To Flame
7. A Change of Heart/ A Whole Lotta Love / Mime to Five
8. Blast From the Past/ Chew Said A Mounthfull /See What Develops
9. Idol Curiosity/Home is where the Hurt is/ Aw,Shucks!
10. Sight For Sore Eyes/ Wipe Out/ Letter Late Than Never
11. Wingin' It/ Tongue In Cheek/ Easy Comb, Easy Go
12. I've Got You Under my Skin/ In a Jam/ Junk in the Trunk
13. Hear Today, Gone Tomorrow/ Double Whammy part 1/ Autopsy Turvy (Double Whammy part 2)

## Speciale afleveringen

### Buddhist Monkey
Buddhist Monkey is eigenlijk het 21ste karakter van Happy Tree Friends. Omdat de schrijvers hem zo een goed idee vonden, heeft hij zijn eigen serie gekregen. De afleveringen worden vaak gebruikt als televisieprogramma of film in de "echte" Happy Tree Friends wereld. In de afleveringen wordt hij altijd aangevallen door de Generic Tree Ninja's, waarmee hij vervolgens op een hardhandige wijze afrekent.
- Enter The Garden
- Books Of Fury

### Bonusafleveringen
Deze afleveringen staan op de DVD's als bonus. De meeste zijn dan ook zelden op de website te zien.
- Banjo Frenzy - De oude versie van Lumpy (een dinosaurus) vermoordt de oude versies van Toothy, Cuddles en Giggles omdat die hem uitlachen, wanneer zijn banjo kapotgaat.
- Intimate Spotlight - Cro-Marmot komt in een talkshow terecht.
- Dino Sore Days - Cro-Marmot (toen hij nog niet ingevroren was) wordt achtervolgd door meerdere dinosaurussen
- Ski Patrol - Lumpy volgt een opleiding Ski-patrouille
- Asbestos I Can Do - Lumpy maakt een geweiwarmer
- Mole in the City - The Mole, een spion, komt oog in oog te staan met zijn rivaal: The Rat.

### Overig
Verder heeft Happy Tree Friends een clip gemaakt voor Carpal Tunnel Of Love van de Amerikaanse band Fall Out Boy. Cuddles wil zijn liefde voor Giggles uiten, maar Lumpy komt ertussen.

## Smoochies
Smoochies zijn interactieve video's waarin je de keuze krijgt uit drie acties, die ieder resulteren in het sterven van het karakter. Meestal staan ze als bonus op de officiële website.
- Cuddles Pet Smoochie
- Giggles Valentine Smoochie
- Toothy Easter Smoochie
- Petunia Summer Smoochie
- Nutty's Party Smoochie
- Sniffles Science Smoochie
- Flaky's Baseball Smoochie
- Pop's BBQ Smoochie
- Mime's Olympic Smoochie
- Disco Bear's Halloween Smoochie
- Pop & Cub's Christmas Smoochie

## Kringles
Kringles zijn speciale korte afleveringen (ongeveer 30 seconden) voor Kerstmis. Ze zijn alleen rond Kerstmis te zien op de officiële website.
- Kringle Bells
- Kringle Tree
- Kringle Feast
- Kringle Karols
- Kringle Frosty
- Kringle Presents
- Kringle Train